# Козьма Прутков
Козьма́ Петро́вич Прутко́в — литературная маска, под которой в журналах «Современник», «Искра» и других выступали в 1850—1860-е годы поэт граф Алексей Константинович Толстой (до 1875-го), братья Алексей, Владимир (наибольший в количественном исчислении вклад:7) и Александр Жемчужниковы (фактически — коллективный псевдоним всех четверых).
Сатирические стихи, афоризмы Козьмы Пруткова и сам его образ высмеивали умственный застой, политическую «благонамеренность», пародировали литературное эпигонство.

## Биография
Большая часть сведений о жизни Пруткова стала известна из «Биографических сведений о Козьме Пруткове» (включавших «Некролог Козьмы Петровича Пруткова»), опубликованных после его «смерти».
Козьма Петрович Прутков родился 11 апреля 1803 года в деревне Тентелевой около Сольвычегодска, скончался 13 января 1863 года. Имел поместье в хуторке Пустынька около железнодорожной станции Саблино. По посмертному утверждению медиума, получил домашнее образование от приходского священника, имел хорошие оценки.
Провёл всю свою жизнь, кроме детских лет и раннего отрочества, на государственной службе. В 1820 году поступил на военную службу в гусарский полк «только ради красивого мундира» и пробыл на службе два года с небольшим. В ночь с 10 на 11 апреля 1823 года после товарищеской попойки Пруткову привиделся сон: он увидел перед собой голого бригадного генерала в эполетах, который, не дав Пруткову одеться, повёл его на вершину высокой и остроконечной горы, и там стал вынимать перед ним из древнего склепа разные драгоценные материалы, показывая их ему и даже прикладывая некоторые из них к его телу. Вдруг от прикосновения самого дорогого материала Прутков ощутил сильный электрический удар, от которого проснулся весь в испарине. Неизвестно, какое значение придавал Козьма Петрович Прутков этому видению, но, часто рассказывая о нём впоследствии, он всегда начинал волноваться и заканчивал свой рассказ громким возгласом: «В то же утро, едва проснувшись, я решил оставить полк и подал в отставку; а когда вышла отставка, я тотчас определился на службу по министерству финансов, в Пробирную палатку, где и останусь навсегда!» Действительно, устроившись в одну из Пробирных палаток (являвшуюся частью Департамента горных и соляных дел в Министерстве финансов) в 1823 году, он оставался в ней сорок лет, до самой смерти.
В Пробирной палатке Прутков дослужился до действительного статского советника и получил наивысшую должность — стал её директором:18 (на самом деле такой должности там не существовало; Пробирная палатка управлялась обер-контролёром проб) . Награждён орденом Святого Станислава 1-й степени.
Прутков был очень доволен своей службой. Только в период подготовки реформ Александра II он растерялся: сначала стал роптать, повсюду заявляя о преждевременности любых реформ и о том, что он «враг всех так называемых вопросов!». Однако потом, когда реформы оказались неизбежными, старался отличиться преобразовательными проектами и сильно негодовал, когда эти проекты браковали из-за очевидной невозможности их выполнения. Он объяснял это завистью, неуважением к опыту и заслугам, стал впадать в уныние и отчаяние. В один из таких моментов он написал мистерию «Сродство мировых сил». Вскоре, однако, он успокоился, почувствовал вокруг себя прежнюю атмосферу. Он снова стал писать проекты, но уже ограничительного характера, и они принимались с одобрением. Это дало ему основание ожидать значительного повышения по службе.
Внезапный апоплексический удар, постигший его в своём директорском кабинете, привёл к смертельному исходу 13 января 1863 года.

## Образ
Один из авторов Пруткова, Алексей Жемчужников, в письме А. Н. Пыпину довольно подробно разъяснял образ Козьмы Пруткова:
«<…> тип Кузьмы Пруткова, который до того казённый, что ни мысли его, ни чувству недоступны никакая так называемая злоба дня, если на неё не обращено внимания с казённой точки зрения. Он потому и смешон, что вполне невинен. Он как бы говорит в своих творениях: „всё человеческое — мне чуждо“».
«<…> В афоризмах обыкновенно выражается житейская мудрость. Прутков же в большей части своих афоризмов или говорит с важностью казённые, общие места; или с энергиею вламывается в открытые двери; или высказывает мысли, не только не имеющие соотношения с его эпохою и с Россиею, но стоящие, так сказать, вне всякого места и времени. Будучи очень ограниченным, он даёт советы мудрости. Не будучи поэтом, он пишет стихи. Без образования и без понимания положения России, он пишет „прожекты“. Он современник Клейнмихеля, у которого усердие всё превозмогало. Он воспитанник той эпохи, когда всякий, без малейшей подготовки, брал на себя всевозможные обязанности, если Начальство на него их налагало»:393—394.
Образ Козьмы Пруткова отличается высокой степенью проработки, что является уникальным случаем для литературных масок: у него есть чётко определённые биография, портрет, семья и место службы:6.

## История творчества
Первым произведением, ещё не имеющим сформировавшегося образа Пруткова, стала пьеса («шутка-водевиль» как называл её впоследствии Прутков) «Фантазия», написанная Алексеем Толстым и Алексеем Жемчужниковым в 1850 году. Пьеса была поставлена 8 января 1851 года в Александринском театре:5. Оба автора в то время были молодыми камер-юнкерами, любящими проказы и тяготящимися казёнщины, окружавшей их. Их пародия на популярные в то время водевили прошла сквозь цензуру, несмотря на царивший в то время николаевский реакционизм. В «Фантазии» (названной по имени собачки одной из героинь) доводятся до абсурда банальные водевильные ситуации. Во время премьеры разразился скандал: возмущённый император Николай I не дождался окончания и ушёл из театра, заявив: «Много я видел на своём веку глупостей, но такой ещё никогда не видал». На следующий день пьеса была запрещена:12—14.
Басня «Незабудки и запя́тки» была написана Александром Жемчужниковым в 1851 году и так понравилась первым двум авторам, что были написаны другие басни: «Цапля и беговые дрожки», «Кондуктор и тарантул», «Стан и голос», «Червяк и попадья». Все басни, кроме последней, были изданы в журнале «Современник» (кн. XI, в «Заметках Нового Поэта») в том же году без указания авторства. В шутку поставив эти басни в один ряд с творчеством Ивана Крылова, авторы решили писать подобные произведения совместно под именем: «Козьма Прутков»:15. Выбор имени объяснил позже Алексей Жемчужников в разговоре с И. А. Буниным:

Мы — я и Алексей Константинович Толстой — были тогда молоды и непристойно проказливы. Жили вместе и каждый день сочиняли по какой-нибудь глупости в стихах. Потом решили собрать и издать эти глупости, приписав их нашему камердинеру Кузьме Пруткову, и так и сделали, и что же вышло? Обидели старика так, что он не мог нам простить этой шутки до самой смерти.

К лету 1853 года образ Пруткова был сформирован и написано достаточно произведений (включая комедию «Блонды») для того, чтобы передать их для публикации в специально созданном разделе «Литературный ералаш» журнала «Современник». Предполагавшееся первоначально издание сборника произведений Козьмы Пруткова не состоялось.
После шестилетнего перерыва публикации Пруткова возобновились в 1860 году.
13 января 1863 года Козьма Прутков «умер» от инсульта на рабочем месте. В «Современнике» вышла подборка статей «Краткий некролог и два посмертные произведения Козьмы Петровича Пруткова» и «Проект: о введении единомыслия в России», а также комедия «Опрометчивый Турка, или Приятно ли быть внуком?» Некролог и примечания к двум ранее не издававшимся произведениям были подписаны якобы племянниками Шерстобитовым и Воскобойниковым. К тому времени настоящие авторы жили далеко друг от друга и им было тяжело согласовывать творчество и сохранять образ Пруткова целостным. Кроме того, появившиеся литературные подделки «под Пруткова» и приписываемые ему произведения заставили авторов ещё раз задуматься о публикации собрания сочинений, но опять публикация книги была отложена на неопределённый срок. В 1863 году Ф. М. Достоевский написал в «Зимних заметках о летних впечатлениях»: «Есть у нас теперь один замечательнейший писатель; краса нашего времени, некто Кузьма Прутков. Весь недостаток его состоит в непостижимой скромности: до сих пор не издал ещё полного собрания своих сочинений».
В 1875 году умер Алексей Толстой, и над изданием сборника остались работать Владимир и Алексей Жемчужниковы. Владимир имел чёткое представление об образе Пруткова и о том, что должно включаться в сборник, а что — нет: «для Пруткова недостаточно просто „смешного“, а нужна литературная отделка и известный род смешного». По этой причине «прутковской» первоначально не была признана комедия «Любовь и Силин», написанная Александром Жемчужниковым самостоятельно:452—453.
В начале 1860-х годов была написана комедия «Торжество добродетели» (первоначально названная «Министр плодородия»), но царская цензура не разрешила опубликовать её в «Свистке». Рукопись на долгие годы была утеряна, и только в 1959 году В. Э. Боград отыскал её в архиве Академии наук СССР в Ленинграде. Впервые комедия была опубликована в издании «Литературное наследство». Она оценивается критиком Б. Я. Бухштабом как «наиболее значительная комедия Козьмы Пруткова, единственная, содержащая политически острые мотивы»:19.
«Полное собрание сочинений Козьмы Пруткова с портретом, fac-simile и биографическими сведениями» вышло из типографии М. М. Стасюлевича в 1884 году небольшим тиражом в 600 экземпляров. Книга была быстро раскуплена и в следующем году была переиздана уже тиражом в 2000 экземпляров. С тех пор сборник регулярно переиздавался, и в 1916 году вышло уже 12-е издание.

### Имя
По свидетельству современников, в качестве основы для псевдонима авторами Пруткова было взято имя реально существовавшего человека — крепостного дворецкого у Жемчужниковых Кузьмы Пруткова (по другим сведениям, Фролова):11—13.
Произведения Пруткова до 1863 года подписывались именем «Кузьма Прутков», а после «смерти» — «Козьма Прутков», но в «Некрологе», «Биографических сведениях» и других статьях авторы подчёркнуто именовали Пруткова Косьмой для усиления гротескности мнимой значимости: «<…> он писался всегда: Косьма (а не Кузьма), подобно прочим своим великим тёзкам — Косьме Минину, Косьме Медичи и т. д.»:16, 380—381. В частной переписке братья Жемчужниковы могли называть его и Козьмой, и Косьмой, и Кузьмой.

## Портрет
Портрет намеренно написан таким образом, что о Козьме Пруткове складывается мнение как о напыщенном и самодовольном человеке. На портрете он смотрит на зрителя сверху вниз и саркастически улыбается. Волосы его умышленно всклокочены в артистическом беспорядке:339—340, 342.
Карандашный набросок Козьмы Пруткова (сейчас он хранится в Государственном Русском музее в коллекции Л. М. Жемчужникова:455) выполнил Лев Михайлович Жемчужников в 1853 году во время подготовки к печати сборника произведений Пруткова. Затем набросок был передан художникам Александру Егоровичу Бейдеману и Льву Феликсовичу Лагорио, «которые нарисовали и перерисовали на камень». Портрет был отпечатан в типографии Тюлина для включения его в книгу собрания сочинений Пруткова, которая так и не вышла — вместо этого произведения печатались в журнале «Современник». Несмотря на то, что портрет был создан и готов к печати в 1853 году, его публикация была запрещена цензорами на том основании, что он может оказаться карикатурой на какого-либо реального чиновника. Через 30 лет, когда полный сборник сочинений Пруткова готовился к печати, Владимир Жемчужников был вынужден разыскивать по знакомым литографическую копию этого портрета:339—340, 395.
После официального издания портрета выходило множество интерпретаций, колоризаций и шаржей на оригинал. Визуализацию образа Козьмы Пруткова продолжили авторы журнала «Сатирикон», которые в 1913 году выпустили к 50-летию со дня смерти поэта специальный номер с рисунками Ре-Ми (Николая Ремизова). К изданию сборника Пруткова в 1961 году художником Н. В. Кузьминым была нарисована серия портретов и иллюстраций.

## Проблема авторства
После того, как сочинения Пруткова стали популярными, под данным псевдонимом самовольно публиковалось большое количество произведений сатирического характера других авторов. Братья Жемчужниковы в 1883 году вынуждены были обратиться в газеты и журналы для опровержения причастности настоящих авторов Козьмы Пруткова к данным произведениям:341.
Согласно нескольким свидетельствам современников, некоторое участие в создании наследия Козьмы Пруткова принадлежало Александру Аммосову, который сам нередко выступал под псевдонимом «Последователь Козьмы Пруткова» в «Современнике». Наиболее определённо об этом высказался Пётр Шумахер (в 1884 году).

«Братья Жемчужниковы нечестно поступили, умолчав об Александре Аммосове, который более Алексея Толстого участвовал в их кружке: „Запятки“ и „Пастух и молоко“ — не их, а Аммосова. Это знают многие, а будь жив граф Алексей, он, как человек честный, правдивый не допустил бы этой передержки».— П. В. Шумахер из частной переписки с П. И. Щукиным
Аналогичным образом высказался и Константин Александрович Булгаков (соученик Лермонтова и известный острослов) в своём письме от 15 февраля 1859 г. к художнику-искровцу Николаю Степанову. В примечаниях к «Полному собранию сочинений Козьмы Пруткова» Б. Я. Бухштаб утверждает, что басня «Пастух, молоко и читатель» была прислана в редакцию «Свистка» анонимно:437. Тем не менее обе басни в 1884 году вошли в сборник под редакцией братьев Жемчужниковых, в котором причастными к творчеству Пруткова назывались только Алексей Толстой, Алексей Жемчужников, Владимир Жемчужников, Александр Жемчужников и Пётр Ершов (несколько куплетов), и утверждалось, что «никто — ни из редакторов и сотрудников журнала „Современник“, ни из всех прочих русских писателей — не имел в авторстве Козьмы Пруткова ни малейшего участия»:341.
Об участии своего брата Александра Владимир Жемчужников писал так: «Брат мой Александр вовсе не обладает литературным дарованием и никогда не был разборчив в смешном; поэтому он никогда ничего не мог написать один, но из массы его шуток бралось иногда нами кое-что и отделывалось. Так написаны 3 первые басни, при его участии, братом моим Алексеем; а комедия „Блонды“ — под непосредственным руководством моим и с некоторыми дополнениями брата Алексея»:452.
Есть вероятность, что в кружке «прутковцев» также принимал участие М. Н. Лонгинов, часто совершавший «проказы» в Санкт-Петербурге в компании с Толстым, братьями Жемчужниковыми и Пыпиным:18—20.
По убеждению литературоведа П. Н. Беркова «Прутковым должно именовать то, что написано было кружком его „опекунов“ коллективно или каждым из них в отдельности за подписью Пруткова или же, наконец, предполагалось ко включению в Пруткова…» (РГАЛИ. Ф.103. Оп. 1. Ед. хр. 19. Лл. 1—10).

## Крылатые фразы
- Глядя на мир, нельзя не удивляться.
- Одного яйца два раза не высидишь.
- Настоящее есть следствие прошедшего, а потому непрестанно обращай взор свой на зады, чем сбережёшь себя от знатных ошибок.
- Многие вещи нам непонятны не потому, что наши понятия слабы; но потому, что сии вещи не входят в круг наших понятий.
- Если на клетке слона прочтёшь надпись «буйвол», не верь глазам своим.
- Если у тебя есть фонтан, заткни его; дай отдохнуть и фонтану.

- Бди!
- Что имеем — не храним; потерявши — плачем.
- Что скажут о тебе другие, коли ты сам о себе ничего сказать не можешь?
- Полезнее пройти путь жизни, чем всю вселенную.
- Никто не обнимет необъятного.
- Опять скажу: никто не обнимет необъятного!
- Плюнь тому в глаза, кто скажет, что можно обнять необъятное!
- Если хочешь быть счастливым, будь им.
- Где начало того конца, которым оканчивается начало?
- Если хочешь быть красивым, поступи в гусары.
- Кто мешает тебе выдумать порох непромокаемый?
- Взирая на солнце, прищурь глаза свои, и ты смело разглядишь в нём пятна.
- Вакса чернит с пользой, а злой — с удовольствием.
- Усердие всё превозмогает![15]
- Бывает, что усердие превозмогает и рассудок[15].
- Если у тебя спрошено будет: что полезнее, солнце или месяц? — ответствуй: месяц. Ибо солнце светит днём, когда и без того светло; а месяц — ночью.
- Лучше скажи мало, но хорошо.
- Гони любовь хоть в дверь, она влетит в окно.
- Обручальное кольцо есть первое звено в цепи супружеской жизни.
- Легче держать вожжи, чем бразды правления.
- Не всё стриги, что растёт.
- В здании человеческого счастья дружба возводит стены, а любовь образует купол.
- Нет на свете государства свободнее нашего, которое, наслаждаясь либеральными политическими учреждениями, повинуется вместе с тем малейшему указанию власти.
- Держаться партии народной и современно, и доходно.
- И устрица имеет врагов.
- Не всякий генерал от природы полный.
- Под сладкими выражениями таятся мысли коварные: так от курящего табак нередко пахнет духами.
- Что есть хитрость? — Хитрость есть оружие слабого и ум слепого.
- Не ходи по косогору, сапоги стопчешь!
- Не в совокупности ищи единства, но более — в единообразии разделения.
- Единожды солгавши, кто тебе поверит?
- Мудрость, подобно черепаховому супу, не всем доступна.
- Знай, читатель, что мудрость уменьшает жалобы, а не страдания!
- Нет адъютанта без аксельбанта.

### «Зри в корень»
Фраза «Зри в корень» приписывается Пруткову ошибочно — у него есть фраза «Смотри в корень!» (пятый афоризм в «Плодах раздумья»). Авторство «Зри в корень» принадлежит А. С. Шишкову: одна из глав «Славянорусского корнеслова», изданного в 1817 году, носит название «Зри в корень: сын всегда говорит языком отца». Возможно, своей фразой Прутков высмеивал ретроградные идеи Шишкова (позже якобы отцом Пруткова была написана оперетта «Черепослов, сиречь Френолог» с главным персонажем Шишкенгольмом, идею и несколько куплетов для которой дали ссыльный декабрист Н. А. Чижов и поэт П. П. Ершов).

## Семья
У Козьмы Пруткова, согласно опубликованным произведениям Толстого и братьев Жемчужниковых, были следующие родственники:
- Федот Кузьмич Прутков (родился в 1720 году, умер в 1790 году[19]) — дед, деревенский помещик, отставной премьер-майор, автор «Гисторических материалов Федота Кузьмича Пруткова» (изданы в 1854 году) и «Гисторические материалы, не включавшиеся в собрание сочинений Козьмы Пруткова» (1860 год).
  - Пётр Федотыч Прутков — отец, деревенский помещик, автор оперетты «Черепослов, сиречь Френолог» (издана в 1856 году).
    - Сам Кузьма + Антонина Платоновна Пруткова (до замужества Проклеветантова) — жена.
      - Андроник Кузьмич Прутков — сын, автор комедии «Любовь и Силин».
      - Антон и Агапий Кузьмичи Прутковы — сыновья, авторы комедии «Фантазия» и драмы «Торжество добродетели» (другое название «Министр плодородия», с примечаниями Козьмы Пруткова, полученными посредством спиритического сеанса) (изданы в 1864 году).
      -  Четыре неуказанных сына и шесть неуказанных дочерей.

    -  Некие сиблинги. Их дети:
      - Кузьма Кузьмич Прутков — племянник.
      - Воскобойников — племянник, отставной поручик.
      -  Калистрат Иванович Шерстобитов — племянник.

## Память
- В Брянском литературном музее (Брянск), в «Прутковском зале» размещена экспозиция, посвящённая Козьме Пруткову[20].
- В Архангельске на проспекте Чумбарова-Лучинского перед городским Литературным музеем стоит памятник Козьме Пруткову[21][22].
- В Долгоруковском районе Липецкой области, около поворота на село Вязовое, установлен бюст Козьмы Пруткова[23].
- Именем Козьмы Пруткова названы улица и два проезда в деревне Красненькая Тамбовской области[24][25][26], а также аллея и фонтан в Тамбове[27].
- Именем Пруткова назван астероид (5932) Прутков (Prutkov), открытый Н. С. Черных 1 апреля 1976 в Крымской астрофизической обсерватории[28].
- С 1998 года в середине июля в Сольвычегодске проходит региональный арт-фестиваль имени Козьмы Пруткова[29][30].
- 14 сентября 2013 года в Тосненском районе на территории усадьбы А. К. Толстого Пустынька прошёл 1-й Международный фестиваль Козьмы Пруткова, в котором приняли участие около 170 литераторов из России, Болгарии и Китая[31][32]. В 2017 году прошёл 5-й фестиваль[33].
- Весной 2016 года в доме И. С. Остроухова в Трубниках проводилась выставка митьков, на которой выставлялись полотна, созданные по мотивам афоризмов Пруткова[34].

### Собрания сочинений
- Полное собрание сочинений Козьмы Пруткова с портретом, fac-simile и биографическими сведениями. — 1-е изд. — С-Петербург: Типография М. М. Стасюлевича, 1884. — 253 с.
- Полное собрание сочинений Козьмы Пруткова с портретом, fac-simile и биографическими сведениями. — 12-е изд. — Петроград: Типография М. М. Стасюлевича, 1916. — 253 с.[35]
- Козьма Прутков. Полное собрание сочинений / Серия: «Библиотека „Иллюстрированная Россия“» — Париж, 1937. — 140 с. (том 1), 207 с. (том 2)[36].
- Полное собрание сочинений Козьмы Пруткова / Серия: «Библиотека поэта. Большая серия» / Вступ. статья, ред. и примеч. Б. Я. Бухштаба. — М.: Сов. писатель, 1949. — 408 с., 7 л. ил.[37]
- Козьма Прутков. Сочинения Козьмы Пруткова / Прутков Козьма; Толстой Алексей Константинович; Жемчужников Алексей Михайлович; Жемчужников Александр Михайлович; Жемчужников Владимир Михайлович; Вступ. ст. Д. И. Заславского; Подгот. текста, примеч. А. К. Бабореко. — М.: Художественная литература, 1955. — 419 с.[38]
- Сочинения Козьмы Пруткова / авт. примеч. А. К. Бабореко; худож. С. Пожарский. — М.: Гослитиздат, 1959. — 398 с.: ил. — (Классики и современники. Русская классическая литература)
- Драматические произведения / Козьма Прутков. — М.: Искусство, 1974. — 157 с.
- Козьма Прутков. Сочинения Козьмы Пруткова / Вступ. статья В. Сквозникова; Примеч. А. К. Бабореко. — М.: Худож. лит., 1976. — 381 с.[39]
- Сочинения Козьмы Пруткова. / Сост. и послесл. Д. А. Жукова; Примеч. А. К. Бабореко. — М.: Сов. Россия, 1981. — 304 с.
- Сочинения Козьмы Пруткова / Сост., вступ. статья и коммент. Вл. Новикова; худож. Л. Тишков. — М.: Книга, 1986. — 413 с.
- Сочинения Козьмы Пруткова / авт. предисл. Ф. Кривин; авт. примеч. А. Бабореко; худож. Б. Тржемецкий. — М.: Худож. лит., 1987. — 335 с.: ил. — (Классики и современники. Русская классическая литература)
- Козьма Прутков. Сочинения / [сост. и авт. предисл. С. Дмитренко].. — М.: Эксмо, 2005. — 350 с. — (Самое лучшее, самое любимое). — 5000 экз. — ISBN 5-699-14265-7.

### На иностранных языках
Козьма Прутков практически неизвестен за рубежом.
Первая книга, посвящённая Пруткову на английском языке: Barbara Heldt Monter, Koz’ma Prutkov — The Art of Parody, The Hague-Paris, 1972, p. 143.
На немецкий язык Питер Урбан перевёл некоторые произведения Пруткова, в том числе две пьесы — «Опрометчивый Турка, или Приятно ли быть внуком?» и «Сродство мировых сил», эссе «Проект: о введении единомыслия в России» и афоризмы. Была опубликована книга: Fehler des Todes. Russische Absurde aus 2 Jahrhunderten. Произведения Пруткова в переводе с русского Питера Урбана. Франкфурт-на-Майне: Издательство авторов, 1990. — 506 с. — ISBN 978-3-88661-102-7.
В 2018 году февральский (90-й) номер немецкого журнала «Шрайбхефт», подготовленный Норбертом Вером, был посвящён Козьме Пруткову.

### Сочинения по мотивам
- Жуков Д. А. Козьма Прутков и его друзья / Серия: Библиотека «Любителям российской словесности». — М.: Современник, 1976. — 382 с.
- Смирнов А. Е. Козьма Прутков. Жизнеописание + Приложение: Прутковиада. Новые досуги. — СПб.: Вита Нова, 2010. — 640 с. — ISBN 978-5-93898-287-1 — Серия: Жизнеописание[5].
- Смирнов А. Е. Прутковиада // Новый мир. 2001, № 9. — С. 120—134[45].
- Достоевский Ф. М. Из дачных прогулок Кузьмы Пруткова и его друга — Гражданин. Газета-журнал политический и литературный. — СПб.: Тип. А. Траншеля, 10 октября № 23/25. 1878[46].

## Театральные постановки, радиопостановки, литературные программы на телевидении
Пьеса «Черепослов, сиречь Френолог» ставилась в петербургских (ленинградских) театрах: в 1909—1911 годах — в «Весёлом театре для пожилых детей» (там же режиссёром Николаем Евреиновым вновь была поставлена комедия «Фантазия») и театре «Фарс», в 1922—1923 годах — в «Свободном театре» Г. Юдовского.
В 1913 году в театре пародий «Кривое зеркало» (и позже в кабаре «Бродячая собака») состоялась премьера сатирической пьесы «Торжественное заседание в память Козьмы Пруткова» Н. Г. Смирнова и С. Щербакова. Там же была поставлена миниатюра «Прутков и Антихрист» за авторством Д. Мережковского и З. Гиппиус.
В 1975 году вышел радиоспектакль «Директор Пробирной палатки» с участием артистов ленинградских театров.
Литературная программа «Козьма Прутков. Директор Пробирной палатки» вышла на Центральном телевидении СССР в 1989 году.
На эстонском «Радио-4» вышел радиоспектакль «Опрометчивый Турка, или: Приятно ли быть внуком?».
В 2007 году на «Радио России» вышел радиоспектакль «Фантазия».
В 2016 году на сцене Московского драматического театра имени М. Н. Ермоловой режиссёром Алексеем Левинским были поставлены две пьесы Козьмы Пруткова — «Фантазия» и «Опрометчивый Турка».